# 刘文锴
刘文锴（1963年-），河南封丘人，博士、教授，1983年毕业于焦作矿业学院矿山测量专业，1986年取得中国矿业学院工学硕士学位。毕业后到焦作矿业学院任教，自2003年先后任焦作工学院副院长、河南理工大学副校长，2006年起先后任焦作师专校长、党委书记，2013年5月任河南工程学院院长。2015年11月，担任华北水利水电大学校长。